# Banteay Chhmar
Banteay Chhmar (in khmer:បន្ទាយឆ្មារ) è un villaggio che dà il nome al comune (khum) omonimo, nel distretto di Thma Puok della provincia di Banteay Meanchey, nordovest della Cambogia. Si trova 63 km a nord del capoluogo Sisophon e a circa 20 km dal confine con la Thailandia. Del comune fanno parte 14 villaggi.
È conosciuto per il grande tempio Angkoriano omonimo, la cui recinzione esterna, in buona parte in rovina, misura 1.900 per 1.700 metri circa. Si tratta di uno dei più importanti e meno studiati complessi angkoriani.

## Storia
Banteay Chhmar fu completato all'apogeo della potenza khmer, durante il regno di Jayavarman VII, a cavallo della fine del XII secolo d.C. Uno dei santuari conteneva un tempo un'immagine di Srindrakumara, un principe probabilmente figlio di Jayavarman VII, citato nell'iscrizione in khmer antico ivi rinvenuta (classificata K.227), attualmente custodita al Museo nazionale di Cambogia a Phnom Penh. Essa narra di come questo principe (o re) fu protetto in due diverse occasioni da quattro dignitari reali o generali che diedero la vita per difenderlo. L'iscrizione riporta i loro nomi e ci informa che le loro quattro rispettive immagini erano state sistemate ai quattro angoli del santuario.

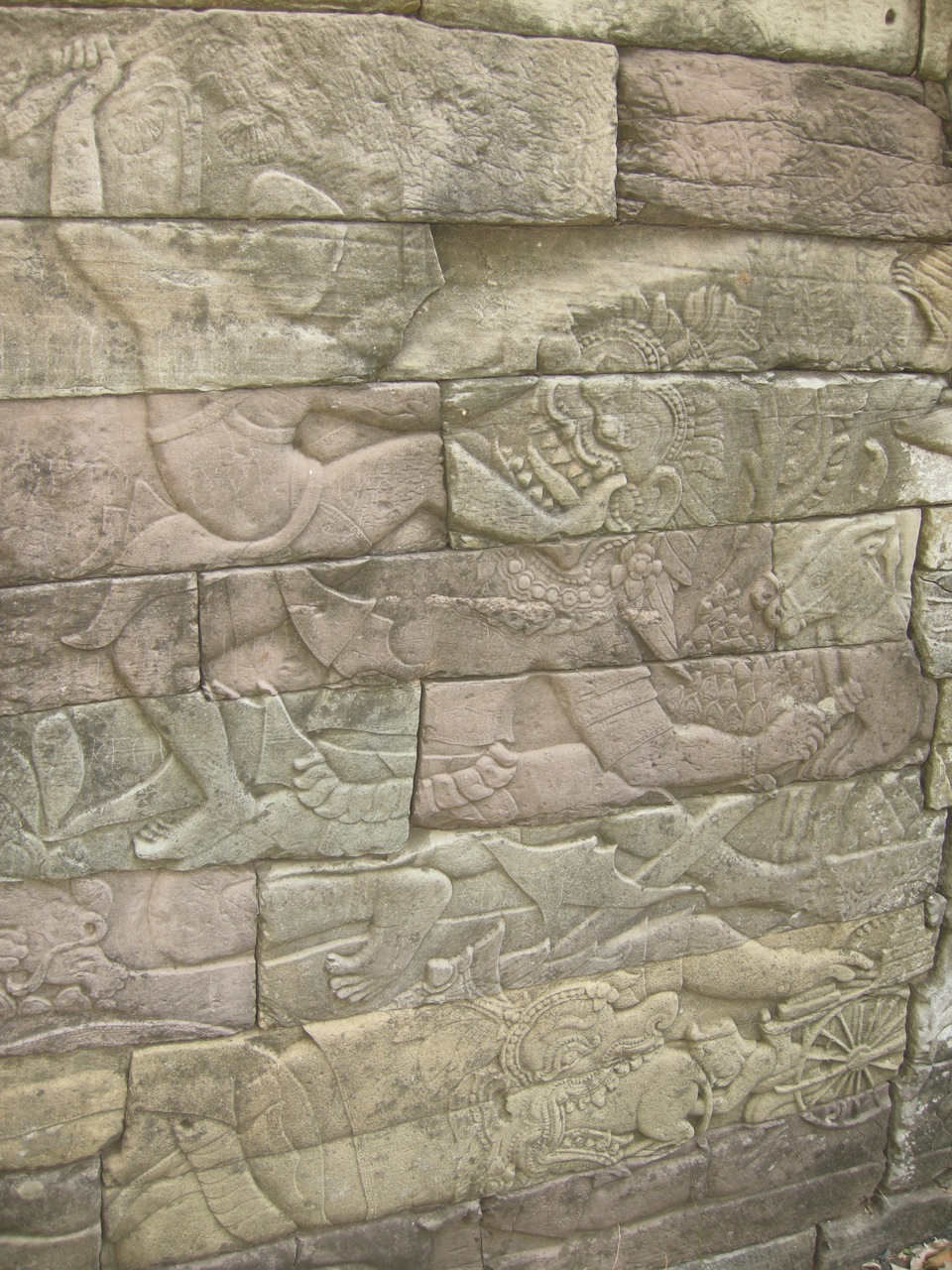
Un principe sconfigge un demone (sezione nord della galleria ovest, recinzione interna)

## Il tempio
Il complesso ricorda in molti aspetti Angkor Thom ed altre costruzioni del regno di Jayavarman VII. È uno degli altri due siti che non si trovano ad Angkor a presentare le enigmatiche torri a quadrilatero ornate da grandi facce umane caratteristiche del Bayon. Anche i pregevoli bassorilievi della galleria esterna, che riportano scontri militari e scene di vita quotidiana, ricordano quelli del Bayon.
Il tempio è orientato a est e presenta a oriente un grande baray prosciugato (ampio circa 1,6 per 0,8 km), con un tempio su un'isola artificiale al suo centro (mebon). È delimitato da tre recinzioni concentriche. La più esterna, largamente in rovina, misurava 1,9 per 1,7 km ed era circondata da un fossato. La recinzione mediana, anch'essa provvista di fossato, è di 850 per 800 m. Al suo interno sorge il santuario principale, circondato da una galleria di 250 per 200 m, ornata di bassorilievi, che costituisce la terza e più interna recinzione.
Oltre al santuario principale e al mebon vi sono altri otto templi secondari. Quattro stele incompiute, che riportano la genealogia di Jayavarman VII, sono poste ai quattro angoli della recinzione interna, allo stesso modo di quelle presenti negli altari ai quattro angoli della sua capitale Angkor Thom, chiamati Prasat Chrung.

## Attualità

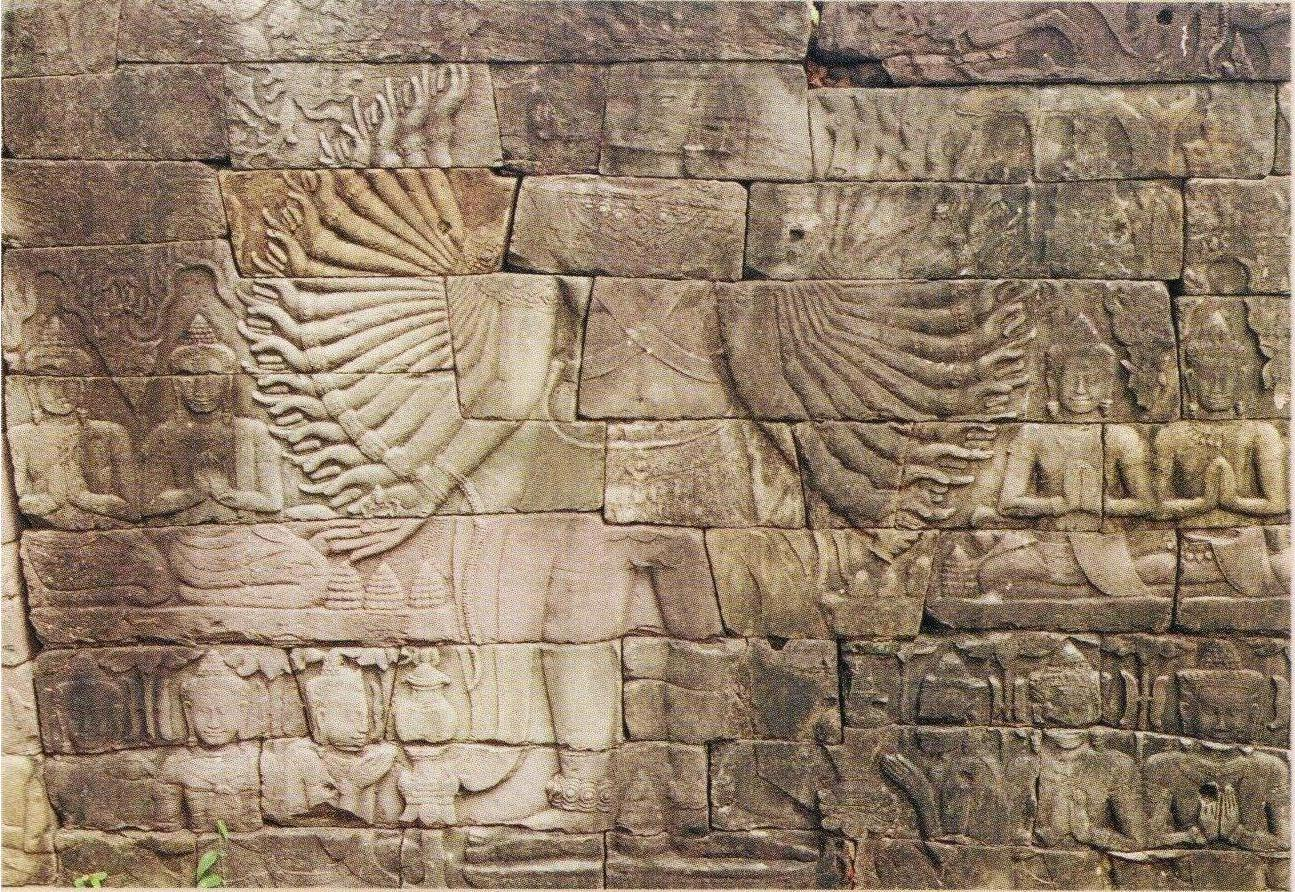
Uno dei Lokeśvara dalle molte braccia per i quali Banteay Chhmar è famosa (sezione sud della galleria ovest, recinzione interna)

A causa della sua collocazione alquanto remota e in prossimità del confine thailandese, il complesso ha subito pesanti saccheggi, in special modo negli anni Novanta dopo che la zona fu abbandonata dai Khmer rossi. Nel 1998, 2000 e 2002 il tempio è stato inserito nella lista dei cento siti più a rischio nel mondo mantenuta dal World Monuments Fund.
Ad esempio, nel 1998 un gruppo di soldati asportò illecitamente una sezione di bassorilievi larga 30 metri dal muro meridionale. Tra i bassorilievi di Banteay Chhmar nella galleria occidentale in origine figuravano otto eccezionali Avalokiteśvara. Attualmente ne rimangono il loco solo due: nel gennaio 1999 dei predoni smantellarono un'ampia sezione dei bassorilievi e tentarono di trasportarla in Thailandia. Il camion su cui erano caricati i 117 blocchi di arenaria che li costituivano fu fermato da poliziotti thailandesi, sembra per puro caso e perché i conducenti non si offrirono di corromperli. I blocchi furono rimontati presso il Museo Nazionale di Cambogia a Phnom Penh e sono da allora ivi esposti al pubblico. C'è da rimarcare che non fu compiuta alcuna seria indagine sui mandanti e furono semplicemente condannati ad una breve pena gli autisti cambogiani del camion.
La conservazione di Banteay Chhmar è attualmente guidata dal Global Heritage Fund, un'organizzazione no-profit statunitense con sede a Palo Alto.  L'organizzazione si occupa anche dell'addestramento di un team locale alle tecniche di conservazione dei bassorilievi in arenaria. La politica di conservazione consiste nel mantenere il tempio nella situazione attuale di rovina semicollassata, senza attuare politiche di ricostruzione più o meno filologica su larga scala, badando a "mantenere l'accesso dei visitatori sicuro e a basso impatto grazie all'impiego di piattaforme sospese su cavi, assieme ad interventi selettivi sulle strutture e i bassorilievi a maggior rischio."

## Villaggi del comune di Banteay Chhmar
- Kouk Samraong
- Koet
- Kbal Tonsaong
- Banteay Chhmar Cheung
- Bangtey Chmar Khang Lech
- Kbal Krabei
- Banteay Chhmar Tboung
- Trapeim Thlok
- Thma Daekkeh
- Thlok
- Kouk Samraong Lech
- Srah Chrey
- Prey Changha
- Prasat Tbeng
- Dang Rek